# International Naturist Federation

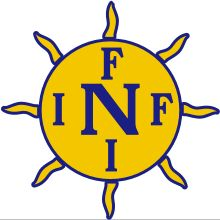
Symbolen för International Naturist Federation (INF).

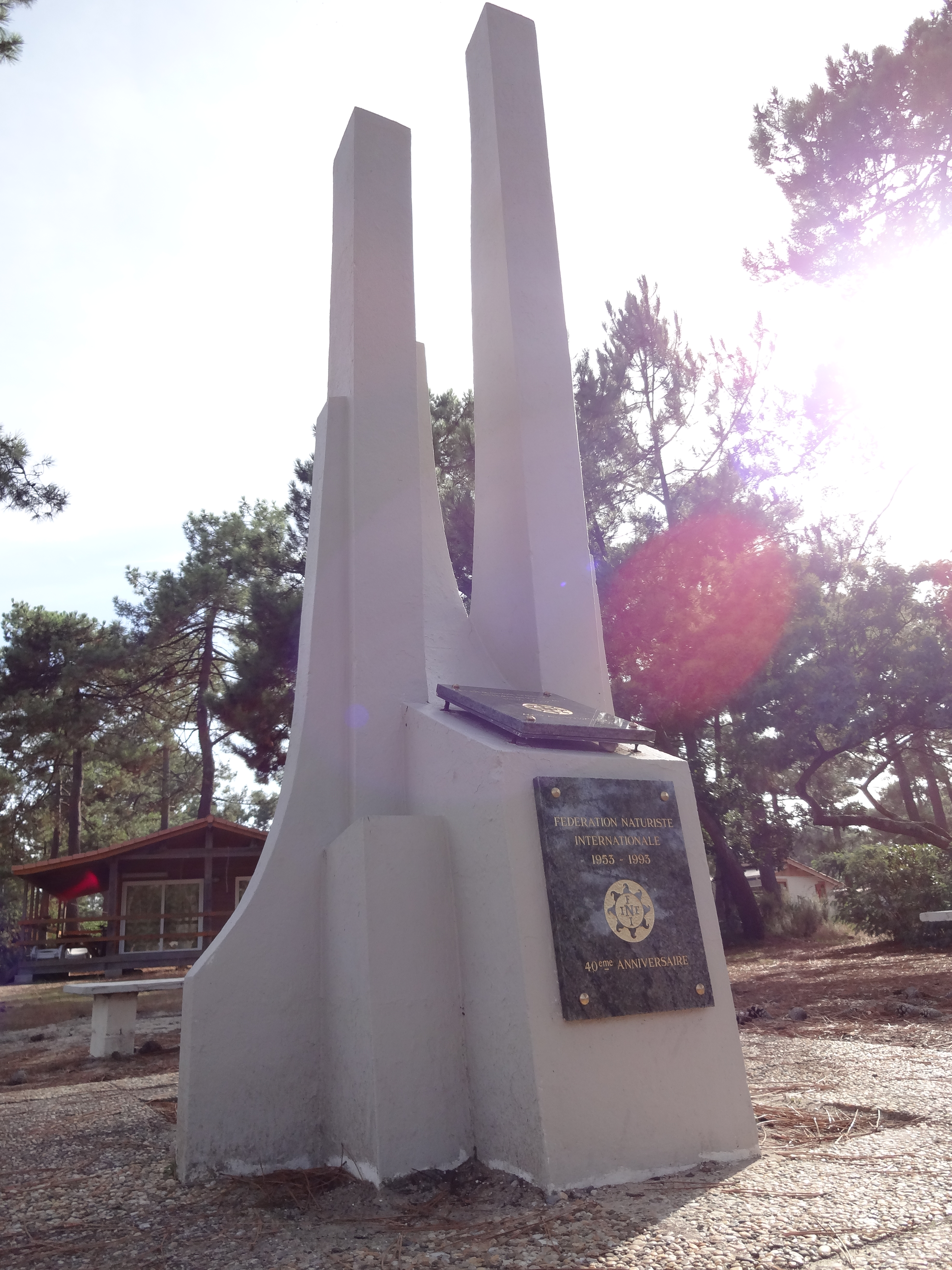
Monumentet på CHM Montalivet i Frankrike där INF grundades 1953.

International Naturist Federation (INF) är den globala paraplyorganisationen för de nationella naturistförbunden.

## Medlemskap
INF:s regler begränsar medlemskap till endast en organisation för respektive nation. Vissa länders förbund har oberoende ungdomsorganisationer, som för närvarande inte är anslutna direkt till INF. På europeisk nivå representeras de av (European Naturist Youth – ENY) med en Youth committee för kontakter mot INF och European Naturist Assembly (EuNat) med syfte att koordinera och marknadsföra evenemang och bidra till kommunikation och kontakt mellan unga naturister.

## Anslutna nationella organisationer

### Europa
- Belgien – Federatie van Belgische Naturisten
- Bulgarien – Съюз на нудисти в България
- Danmark – Dansk Naturist Union
- Finland – Suomen Naturistiliitto ry
- Frankrike – Fédération française de naturisme
- Grekland – Ελλήνων Γυμνιστών-Φυσιολατρών "Γυμνοκρατία"
- Irland – Irish Naturist Association
- Italien – Federazione Naturista Italiana
- Kroatien – Drustvo Naturista Hrvatske
- Lichtenstein – Liechtensteinischer Naturisten Verband
- Litauen – Korresponderande
- Luxemburg – Fédération Luxembourgeoise de Naturisme
- Montenegro – MNE Korresponderande
- Norge – Norsk Naturistförbund
- Nederländerna – Naturisten Federatie Nederland (NFN)
- Polen – Polish Naturist Federation
- Portugal – Federação Portuguesa de Naturismo
- Ryssland – Федерация натуристов "Телорд"
- Schweiz – Union Naturiste Suisse Schweizer Naturisten Union
- Serbien – Naturisticka Ogranizacija Srbije (SRB)
- Slovakien –  Asociácia slovenských naturistov (ASN)
- Slovenien – Zveza Drustev Naturistov Slovenije
- Spanien –  Federación Española de Naturismo
- Storbritannien – British Naturism
- Sverige – Sveriges Naturistförbund
- Tjeckien – Czech Naturist Union Frantisek Hájek
- Turkiet – Korresponderande
- Tyskland – Deutscher Verband für Freikörperkultur (DFK)
- Ungern – Naturisták Magyarországi Szövetsége (NAMASZ)
- Österrike – Österreichischer Naturistenverband

### Nordamerika
- Dominikanska Republike – Union Naturista de Republica Dominiciana
- Kanada – Union of the Quebec and Canadian Naturist Federations Union des Fédérrations Québécoise et Canadienne de Naturisme
- Mexico – Mex-Federacion Nudista de México AC
- USA – American Association for Nude Recreation lämnade INF år 2010

### Sydamerika
- Argentina – Espacio de Encuentro Naturista
- Brasilien – Federação Brasileira de Naturismo
- Chile – Agrupación Naturista de Chile (ANACHI)
- Peru – Naturismo Peru
- Uruguay – Asociación Uruguaya Nudista Naturista

### Afrika
- Sydafrika – South African National Naturist Association [2]
- Kamerun – Club Naturiste du Cameroun
- Senegal – Club Naturiste au Sénégal

### Asien
- Indien – Indian Naturist Federation
- Israel – עמותה ישראלית לנטוריזם (Israel Naturist Society)
- Malaysia – Malaysian Naturist Association
- Taiwan – Taiwan Naturist Society
- Thailand – Naturist Association of Thailand

### Australien/Oceanien
- Australien – Australian Naturist Federation
- Nya Zeeland – New Zealand Naturist Federation Inc.

## Årlig världskongress
Den första världskongressen hölls i London 1951, redan innan INF bildades. Den andra 1952 i Thielle, Schweiz. 
År 1953, i anslutning till att INF bildades, hölls världskongressen på CHM Montalivet i Frankrike, därefter i Wien 1954 och Hannover 1956. År 1960 i Danmark och 1998 i Sverige.